# Este nevoie de un sat
 „ Este nevoie de un sat pentru a crește un copil ” este un proverb african care înseamnă că o întreagă comunitate de oameni trebuie să asigure și să interacționeze pozitiv cu copiii pentru ca acești copii să aibă parte de și să crească într-un mediu sigur și sănătos.

## Atribuții
Proverbul a fost atribuit unor culturi africane. În 2016, National Public Radio (NPR) din Statele Unite a cercetat originile proverbului, dar nu a reușit să le identifice, deși academicienii consideră că proverbul întruchipează spiritul mai multor culturi africane. Se pare că acest proverb a început a se regăsi și în cultura românească, în special după publicarea  în limba română a cărții „Este nevoie de un sat întreg.
Exemplele de societăți africane cu proverbe care se traduc prin „Este nevoie de un sat...” includ și următoarele:
- În Lunyoro (Bunyoro) există un proverb care spune „Omwana takulila nju emoi”, a cărui traducere literală este „Un copil nu crește doar într-o singură casă”.
- În Kihaya (Bahaya) există o vorbă, „Omwana taba womoi”, care se traduce prin „Un copil nu aparține unui părinte sau casei”.
- Kijita (Wajita) are proverbul „Omwana ni wa bhone”, adică indiferent de părinții biologici ai unui copil, creșterea lui revine comunității.
- În swahili, proverbul „ Asiye funzwa na mamae hufunzwa na ulimwengu ” înseamnă aproximativ același lucru: „Cine nu este învățat de mamă, va fi învățat cu lumea”.

## În titlurile cărților
- It Takes a Village de Jane Cowen-Fletcher, publicat în 1994
- It Takes a Village: And Other Lessons Children Teach Us, de Hillary Rodham Clinton, publicat în 1996